# AK-230
L'AK-230 est un canon naval bitube guidé par radar et à vocation antiaérienne. Il a été remplacé par l'AK-630 jugé meilleur. Il est toujours en service sur de nombreux navires. La chine à produit une variante améliorée nommée Type 69. Il existe aussi une version démagnétisée nommée AK-230M pouvant être montée sur les chasseurs de mines.